# Шопен, Текла Юстина
Текла Юстина Шопен (пол. Tekla Justyna Chopin; 14 сентября 1782, Длуге, Влоцлавский повет — 1 октября 1861, Варшава, Российская империя) — мать композитора Фредерика Шопена и писательницы Людвики Енджеевичовой.

## Биография
Отец — Якуб Кржижановский, мать — Антонина, урождённая Коломинская.
В юности жила в имении графини Людвики Скарбек в Желязовой-Воле, где ухаживала за домом. Осенью 1802 года познакомилась с Николя Шопеном, воспитателем детей графини Скарбек. Шопена и Кржижановскую объединяло общее увлечение — музыка. Юстина играла на фортепиано и пела, а Николя играл на флейте и скрипке. 2 июня 1806 года в приходской церкви Святого Роха в Брохове они поженились. Графиня Людвика подарила молодой паре дом рядом с усадьбой. Вскоре супруги переехали в Варшаву. 6 апреля 1807 года у Шопенов родилась первенец дочь Людвика. В июле 1807 года супруги вернулись в Желязову-Волю. Здесь 1 марта 1810 года родился единственный сын Юстины и Миколая, Фредерик Шопен. Вскоре после рождения Фредерика супруги переехали в Варшаву, где родились две дочери: Изабелла — 9 июля 1811 года, Эмилия — 20 ноября 1812 года.